# Wolfgang Steinitz

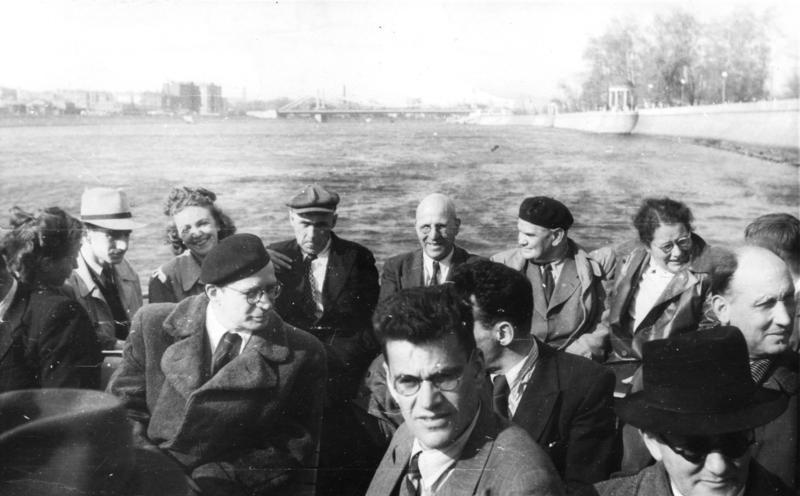
Wolfgang Steinitz (vooraan in het midden) op een boottocht in Moskou in 1949

Wolfgang Steinitz (Breslau (tegenwoordig Wrocław), 28 februari 1905 – Berlijn, 21 april 1967) was een (Oost-)Duitse finoegrist en folklorist. Hij herontdekte verborgen sociaal-kritische elementen in traditionele volksliederen, wat leidde tot een heropleving van folklore in zowel de DDR als de Bondsrepubliek. Zijn onderzoek naar de taal en cultuur van de Chanten heeft bijgedragen aan het voortbestaan van de tradities van dit bedreigde Finoegrische volk.

## Leven
Steinitz werd aan het begin van de 20e eeuw geboren in Silezië, destijds deel uitmakend van het Duitse Rijk. Hij was de zoon van een rijke Joodse advocaat. Van 1923 tot 1928 studeerde hij finoegristiek aan de Universiteit van Breslau en de Humboldtuniversiteit in Berlijn. In 1927 werd hij lid van de KPD. Hij heeft reizen naar Finland, Estland en de Sovjet-Unie gemaakt.
In 1933 werd hij ontslagen van de Humboldtuniversiteit vanwege zijn joodse afkomst. In 1934 verhuisde hij met zijn gezin naar de Sovjet Unie, waar hij les heeft gegeven aan het Instituut voor Noordelijke Volkeren in Leningrad. Zijn mening over de manier waarop minderheden in de Sovjet-Unie werden behandeld leidden tot confrontaties met zijn collega's en later met de autoriteiten. Hij verliet de Sovjet-Unie in 1938 en ging met zijn familie naar Zweden. Daar werkte hij aan de Universiteit van Stockholm. In 1946 keerde Steinitz terug naar Berlijn. Hij werd professor Finoegrische talen aan de universiteit van Berlijn. Hij heeft verschillende wetenschappelijke en politieke posities bekleed in de DDR. Zo was hij van 1954 tot 1963 vicepresident van de Duitse Academie voor de Wetenschappen in de DDR.
Steinitz stierf in 1967 in Berlijn aan de gevolgen van een beroerte.

## Werk

### Finoegristiek
Steinitz heeft met name tijdens zijn periode in Leningrad onderzoek gedaan naar Finoegrische volkeren, vooral naar de Chanten. Hij is tijdens zijn onderzoek zes maanden in Chanto-Mansië geweest. Nadat hij de Sovjet-Unie had verlaten, heeft hij zijn onderzoek in Tartu gepubliceerd. Dit onderzoek is van groot belang geweest voor het voortbestaan van en de kennis over de Chantische cultuur.

### Volksmuziek
Steinitz heeft zich ook toegelegd op onderzoek naar Duitse volksliederen over oorlogsleed, onderdrukking, dissertatie, en revolutie. Hij maakte kennis met een redelijk onbekend onderdeel van volksmuziek: de klaagliederen van de wevers van Silezië. Hij verzamelde zo'n 180 liederen. Het werk werd na zijn dood pas gepubliceerd.
De herontdekking van deze democratische volksliederen leidde tot een heropleving van Duitse folklore in de jaren '70. Diverse artiesten gebruikten de door Steinitz verzamelde liederen, aangezien die vaak afkeer tegen oorlog en onderdrukking uitdrukten.

### Overig werk
Steinitz heeft een lesboek voor de Russische taal gemaakt. Ook was hij oprichter en redacteur van het woordenboek der Duitse taal. In 1952 begon hij aan het Marx-Engels woordenboek waarvan in 1963 een proefdruk werd uitgebracht.